# 有森直樹
有森 直樹（ありもり なおき、1965年（昭和40年） - ）は、日本のピアニスト。音楽学者。国立音楽大学准教授、桐朋学園大学非常勤講師、山形県鶴岡市出身。

## 略歴
- 1965年（昭和40年） - 山形県鶴岡市に生れる。
- 桐朋女子高等学校音楽科（男女共学）を卒業。
- 1993年（平成5年） - 桐朋学園大学を首席で卒業。学士（音楽）[2]。
- 1995年（平成7年） - 同研究科を修了。
- 1999年（平成11年） - 全日本学生音楽コンクール審査員。
- 2003年（平成15年） - 東京でデビュー15周年記念リサイタルを開催。

佐藤則子、五十嵐和子、田沢恵巳子、林秀光、大島正泰に師事。

## 受賞歴
- 1986年（昭和61年） - 第55回日本音楽コンクールピアノ部門第1位
- 1987年（昭和62年） - 第2回日本モーツァルトコンクール第1位
- 1987年（昭和62年） - ウィットカ国際コンクール入選
- 1989年（平成元年） - 日本国際音楽コンクールピアノ部門奨励賞